# Монроу Сити (Мисури)
Монроу Сити (енгл. Monroe City) град је у америчкој савезној држави Мисури.

## Демографија
По попису из 2010. године број становника је 2.531, што је 57 (-2,2%) становника мање него 2000. године.
| Група             | 2000.         | 2010.         |
| Белци             | 2.305 (89,1%) | 2.245 (88,7%) |
| Афроамериканци    | 229 (8,8%)    | 184 (7,3%)    |
| Азијати           | 0 (0,0%)      | 11 (0,4%)     |
| Хиспаноамериканци | 11 (0,4%)     | 37 (1,5%)     |
| Укупно            | 2.588         | 2.531         |